# Metody
Metody – imię męskie pochodzenia greckiego. Wywodzi się od słowa methodos – „kroczący właściwą drogą”.
Metody imieniny obchodzi: 14 lutego, 14 czerwca, 7 lipca i 18 września.

## Osoby o imieniu Metody
- Metody z Tesaloniki (zob. Cyryl i Metody)
- Metody z Olimpu (zm. 311) – biskup, męczennik, święty katolicki i prawosławny, Ojciec Kościoła
- Metody I (patriarcha Konstantynopola), Metody Wyznawca (zm. 847) – święty katolicki i prawosławny, potwierdził na zwołanym przez siebie soborze prawo oddawania czci świętym obrazom (wspomnienie w Kościele katolickim 14 czerwca)